# ボビー・ウィルソン
ロバート・ルイス・"ボビー"・ウィルソン（Robert Louis "Bobby" Wilson, 1983年4月8日 - ）は、アメリカ合衆国フロリダ州ピネラス郡ダニーデン出身の元プロ野球選手（捕手）。右投右打。現在は、MLBのテキサス・レンジャーズの捕手コーチを務める。

## 経歴

### プロ入りとエンゼルス時代
2002年のMLBドラフト48巡目（全体1417位）でアナハイム・エンゼルスから指名され、プロ入り。
2003年5月17日に入団。この年に傘下のパイオニアリーグのルーキー級プロボ・エンゼルスでプロデビュー。
2004年はA級シーダーラピッズ・カーネルズでプレー。
2005年はA+級ランチョクカモンガ・クエークスでプレー。
2006年はAA級アーカンソー・トラベラーズでプレー。
2007年はAA級アーカンソーでプレー後、7月にAAA級ソルトレイク・ビーズに昇格した。
2008年はAAA級ソルトレイクで開幕を迎え、4月にメジャー初昇格を果たした。
2009年は主にAAA級ソルトレイクでプレーして、7月にメジャー昇格。
2010年はメジャーで開幕を迎えたが、AAA級ソルトレイク、A+級ランチョクカモンガでもプレーした。
2011年は1年を通してメジャーでプレーし、57試合に出場した。
2012年はほぼ1年を通してメジャーでプレーし、75試合に出場した。

### ヤンキース傘下時代
2012年10月22日にトロント・ブルージェイズに移籍したが、11月30日にFAとなり、12月13日にニューヨーク・ヤンキースに移籍して2013年のスプリングトレーニングに参加した。
2013年はメジャーでの出場は無く、一年間傘下のAAA級スクラントン・ウィルクスバリ・レイルライダースでプレーし、66試合に出場して打率.208・7本塁打・38打点の成績を残した。オフの11月4日にFAとなった。

### ダイヤモンドバックス時代
2013年11月24日にアリゾナ・ダイヤモンドバックスとマイナー契約を結び2014年のスプリングトレーニングに招待選手として参加したが、開幕時はメジャー昇格はならず、AAA級リノ・エーシズに配属された。9月15日にメジャー契約を結び昇格し、19日のコロラド・ロッキーズ戦で2年ぶりにメジャーの試合に出場した。10月7日にマイナー契約となってAAA級リノに降格となり、9日にFAとなった。

### レイズ時代
2014年12月12日にタンパベイ・レイズとマイナー契約を結んだ。2015年は開幕ロースター入りを果たした。6月12日にDFAとなり、14日にマイナー契約となって傘下のAAA級ダーラム・ブルズに降格した。7月29日に再びメジャー契約を結んでアクティブ・ロースター入りした。なお、レイズでは25試合に出場したが、打率.145、20三振と大不振であった。一方では守備では、24試合でマスクを被って無失策にDRS +3という成績を残し、良い働きを見せていた。

### レンジャーズ時代
2015年7月31日にウェイバー公示を経てテキサス・レンジャーズへ移籍した。レンジャーズでは31試合に出場し、打撃不振は引き続いたが、それでも打率.221まで向上したほか、本塁打も1本放った。守備ではDRS +3をマークしたが、失策を2つ犯した。レイズとのトータルでは56試合に出場し、打率.189、1本塁打、14打点、OPS0.505という打撃成績と、2失策・守備率.994・DRS + 6・盗塁阻止率26%という守備成績（55試合で捕手として出場）を記録した。11月4日にマイナー契約となってAAA級ラウンドロック・エクスプレスに降格となった。

### タイガース時代
2016年3月29日にブライアン・ホラデイとのトレードで、マイルズ・ジェイと共にデトロイト・タイガースへ移籍した。タイガースでは5試合に出場しただけであり、打率.154、2打点という成績だった。

### レンジャーズ復帰
2016年5月3日にチャド・ベルとのトレードで、レンジャーズへ移籍した。レンジャーズではロビンソン・チリノスや前述のトレード相手であるホラデイと出場機会を分け合って起用されていたが、7月31日にジョナサン・ルクロイの加入に伴ってホラデイと共にDFAとなった。結局、レンジャーズでは42試合に出場して打率.250、3本塁打、22打点という成績を記録した。守備ではDRS -2だった。

### レイズ復帰
2016年8月4日にウェイバー公示を経てレイズへ移籍した。レイズでは出場機会のコンスタント性が増し、28試合に出場。打撃面では打率.230、4本塁打、9打点という成績を記録した。守備面では、DRS -1・RF8.96という成績を残した。なお、3球団の通算成績は、75試合の出場で打率.237、7本塁打、33打点、OPS0.626という打撃成績を残した。守備面では、計75試合でマスクを被って4失策・守備率.993・DRS -3・盗塁阻止率17%という成績だった。11月16日にウェイバー公示を通過してFAとなった。

### ドジャース傘下時代
2017年1月3日にロサンゼルス・ドジャースとマイナー契約を結び、スプリングトレーニングに招待選手として参加することになった。
2017年はメジャーでの出場は無く、一年間傘下のAAA級オクラホマシティ・ドジャースでプレーし、75試合に出場して打率.243、11本塁打、45打点を記録した。オフの11月6日にFAとなった。

### ツインズ時代
2017年11月30日にミネソタ・ツインズとマイナー契約を結び、2018年のスプリングトレーニングに招待選手として参加することになった。
2018年の開幕は傘下のAAA級ロチェスター・レッドウイングスで迎えた。ツインズの正捕手であるジェイソン・カストロの故障者リスト入りに伴い、5月5日にメジャー契約を結んでアクティブ・ロースター入りした。

### カブス時代
2018年8月30日にクリス・ジメネス及び後日発表選手または金銭とのトレードで、シカゴ・カブスへ移籍した。しかし、カブスでの出番は無く、オフの10月29日にFAとなった。

### タイガース復帰
2018年12月5日にタイガースとマイナー契約を結び、2019年のスプリングトレーニングに招待選手として参加することになった。
2019年は開幕を傘下のAAA級トレド・マッドヘンズで迎え、6月15日にメジャー契約を結んでアクティブ・ロースター入りした。7月30日にマイナー契約でAAA級トレドへ配属された。10月1日に自由契約となった。

### 引退後
2020年からはレンジャーズ傘下のAA級フリスコ・ラフライダーズで監督を務める予定だったが、新型コロナウイルスの影響でマイナーリーグの試合が開催されなかったため、実際に指揮を執ることは無かった。
2021年シーズンからはレンジャーズの捕手コーチを務める。

## 詳細情報

### 年度別打撃成績
| 年 度     | 球 団     | 試 合 | 打 席 | 打 数 | 得 点 | 安 打 | 二 塁 打 | 三 塁 打 | 本 塁 打 | 塁 打 | 打 点 | 盗 塁 | 盗 塁 死 | 犠 打 | 犠 飛 | 四 球 | 敬 遠 | 死 球 | 三 振 | 併 殺 打 | 打 率 | 出 塁 率 | 長 打 率 | O P S |
| --------- | --------- | ----- | ----- | ----- | ----- | ----- | -------- | -------- | -------- | ----- | ----- | ----- | -------- | ----- | ----- | ----- | ----- | ----- | ----- | -------- | ----- | -------- | -------- | ----- |
| 2008      | LAA       | 7     | 7     | 6     | 0     | 1     | 0        | 0        | 0        | 1     | 1     | 0     | 0        | 0     | 0     | 1     | 0     | 0     | 3     | 0        | .167  | .286     | .167     | .452  |
| 2009      | LAA       | 12    | 6     | 5     | 0     | 1     | 1        | 0        | 0        | 2     | 0     | 0     | 0        | 1     | 0     | 0     | 0     | 0     | 1     | 1        | .200  | .200     | .400     | .600  |
| 2010      | LAA       | 40    | 106   | 96    | 12    | 22    | 6        | 0        | 4        | 40    | 15    | 0     | 0        | 2     | 0     | 8     | 0     | 0     | 23    | 3        | .229  | .288     | .417     | .705  |
| 2011      | LAA       | 57    | 127   | 111   | 5     | 21    | 8        | 0        | 1        | 32    | 8     | 0     | 2        | 4     | 2     | 10    | 1     | 0     | 16    | 2        | .189  | .252     | .288     | .540  |
| 2012      | LAA       | 75    | 201   | 171   | 19    | 36    | 5        | 0        | 3        | 50    | 13    | 0     | 0        | 13    | 1     | 15    | 0     | 1     | 33    | 7        | .211  | .277     | .292     | .569  |
| 2014      | ARI       | 2     | 4     | 4     | 0     | 1     | 0        | 0        | 0        | 1     | 0     | 0     | 0        | 0     | 0     | 0     | 0     | 0     | 0     | 0        | .250  | .250     | .250     | .500  |
| 2015      | TB        | 25    | 59    | 55    | 3     | 8     | 0        | 0        | 0        | 8     | 4     | 0     | 0        | 0     | 0     | 4     | 0     | 0     | 20    | 1        | .145  | .203     | .145     | .349  |
| 2015      | TEX       | 31    | 88    | 77    | 5     | 17    | 5        | 0        | 1        | 25    | 10    | 0     | 1        | 2     | 1     | 7     | 0     | 1     | 19    | 0        | .221  | .291     | .325     | .615  |
| '15計     | TEX       | 56    | 147   | 132   | 8     | 25    | 5        | 0        | 1        | 33    | 14    | 0     | 1        | 2     | 1     | 11    | 0     | 1     | 39    | 1        | .189  | .255     | .250     | .505  |
| 2016      | DET       | 5     | 15    | 13    | 0     | 2     | 0        | 0        | 0        | 2     | 2     | 0     | 0        | 0     | 1     | 1     | 0     | 0     | 3     | 1        | .154  | .200     | .154     | .354  |
| 2016      | TEX       | 42    | 141   | 128   | 11    | 32    | 4        | 0        | 3        | 45    | 22    | 0     | 0        | 4     | 3     | 5     | 0     | 1     | 33    | 2        | .250  | .277     | .352     | .629  |
| 2016      | TB        | 28    | 95    | 87    | 14    | 20    | 2        | 0        | 4        | 34    | 9     | 0     | 0        | 3     | 0     | 5     | 0     | 0     | 28    | 3        | .230  | .272     | .391     | .663  |
| '16計     | TB        | 75    | 251   | 228   | 25    | 54    | 6        | 0        | 7        | 81    | 33    | 0     | 0        | 7     | 4     | 11    | 0     | 1     | 64    | 6        | .237  | .270     | .355     | .626  |
| 2018      | MIN       | 47    | 151   | 135   | 12    | 24    | 8        | 0        | 2        | 38    | 16    | 0     | 0        | 2     | 2     | 12    | 0     | 0     | 37    | 6        | .178  | .242     | .281     | .523  |
| 2019      | DET       | 15    | 47    | 44    | 2     | 4     | 1        | 0        | 0        | 5     | 2     | 0     | 0        | 1     | 0     | 2     | 0     | 0     | 11    | 1        | .091  | .130     | .154     | .284  |
| MLB：10年 | MLB：10年 | 386   | 1047  | 932   | 83    | 189   | 40       | 0        | 18       | 283   | 102   | 0     | 3        | 32    | 10    | 70    | 1     | 3     | 227   | 27       | .203  | .258     | .304     | .562  |

### 背番号
- 46（2008年 - 2012年、2015年 - 同年途中、2016年 - 同年途中、2018年）
- 18（2014年）
- 8（2015年途中 - 同年終了）
- 6（2016年途中 - 同年途中）
- 21（2016年途中 - 同年終了）
- 37（2019年）
- 88（2021年 - ）